# Soyouz 40
Soyouz 40 est une mission spatiale russe réalisée en 1981.
Soyouz 40 est le dernier vaisseau à s'être amarré à la station Saliout 6. C'est également le dernier vaisseau Soyouz de classe originale, remplacée par la suite par les Soyouz-T.

## Équipage
Les nombres entre parenthèses indiquent le nombre de vols spatiaux effectués par chaque individu jusqu'à cette mission incluse.
- Leonid Popov (2)
- Dumitru Prunariu (1)

- Iouri Romanenko (4) remplaçant
- Dimitru Dediu (0) remplaçant

## Paramètres de la mission
- Masse : 6800 kg
- Périgée : 198.1 km
- Apogée : 287 km
- Inclinaison : 51.6°
- Période : 89.06 minutes